# Wadim Bogdanow
Wadim Andriejewicz Bogdanow, ros. Вадим Андреевич Богданов (ur. 26 marca 1986 w Leningradzie) – rosyjski piłkarz ręczny, bramkarz, od marca 2014 gracz Azotów-Puławy.

## Kariera sportowa
Będąc zawodnikiem royjskiej Newy Petersburg (2010–2012) i białoruskiej Dynamy Mińsk (2012–2014), rozegrał 40 meczów w Lidze Mistrzów. W marcu 2014 trafił do Azotów-Puławy.
W 2004 uczestniczył w mistrzostwach Europy U-18 w Serbii i Czarnogórze, w których bronił ze skutecznością 37% (56/153). W 2007 wystąpił w mistrzostwach świata U-21 w Macedonii, podczas których bronił ze skutecznością 38% (103/270), zajmując 6. miejsce w klasyfikacji najlepszych bramkarzy turnieju.
Na mistrzostwach Europy w Serbii (2012) bronił ze skutecznością 34% (13/38), która dała mu 7. miejsce w klasyfikacji najlepszych bramkarzy turnieju. Grał również na mistrzostwach Europy w Danii (2014) i w Polsce (2016). Uczestniczył ponadto w mistrzostwach świata w Hiszpanii (2013), Katarze (2015) i Francji (2017).

## Sukcesy
Czechowskije Miedwiedi
- Mistrzostwo Rosji: 2007/2008

Dynama Mińsk
- Mistrzostwo Białorusi: 2012/2013
- Puchar Białorusi: 2013

Indywidualne
- 6. miejsce w klasyfikacji najlepszych bramkarzy mistrzostw świata U-21 w Macedonii w 2007 (bronił ze skutecznością 38%)[4]
- 7. miejsce w klasyfikacji najlepszych bramkarzy mistrzostw Europy w Serbii w 2012 (bronił ze skutecznością 34%)[5]